# 바로코
바로코(Barocco)는 프랑스에서 제작된 앙드레 테시네 감독의 1976년 범죄, 스릴러, 드라마 영화이다. 이자벨 아자니 등이 주연으로 출연하였다.

## 출연

### 주연
- 이자벨 아자니
- 제라르 드빠르디유

### 조연
- 마리 프랑스 피지에
- 장 클로드 브리알리
- 줄리안 귀오마르
- 헬렌 수거르
- 피에르 브라소
- 데릭 드 린트
- 장-프랑수아 스떼브낭